# Спенс, Ирвен
Ирвен «Ирв» Лерой Спенс (англ. Irven «Irv» Leroy Spence; 24 апреля 1909 — 21 сентября 1995) — американский художник-мультипликатор. Наиболее известен по работе над короткометражками «Том и Джерри» студии MGM. В титрах Ирвена Спенса указывали под именами Ирвен Спенс, Ирвин Спенс и Ирв Спенс.

## Карьера
Интерес Ирвена Спенса к рисованию проявился в юности, когда он рисовал карикатуры для школьной газеты (вместе с одноклассником Уильямом Ханной). Самые ранние мультипликационные работы Спенса были для компании Чарльза Минца Winkler Pictures, а затем для Аба Айверкса, где он работал над серией «Flip the Frog».
После того, как в 1936 году Iwerks Studio закрылась, Спенс работал в Leon Schlesinger Productions (после 1944 года известной как Warner Bros. Cartoons) мультипликатором в подразделении Текса Эйвери. Там он привнес эксцентричный стиль рисования в мультипликационные фильмы. Позже, в 1938 году, он перешел в мультипликационный отдел Metro Goldwyn Mayer, начав с мультфильмов Captain and the Kids , некоторые из которых были сняты Биллом Ханной и Фриз Фрилингом.
Спенс также делал первые четыре мультфильма Текса Эйвери (Blitz Wolf , The Early Bird Dood It!, Dumb -Hounded и Red Hot Riding Hood) после прибытия Эйвери на студию в 1942 году, прежде чем снова перейти в подразделение Ханна-Барбера. Первая работа Ирвена Спенса в короткометражке о Томе и Джерри была в The Yankee Doodle Mouse (1943), которая получила премию «Оскар» за лучший анимационный короткометражный фильм; Спенс продолжал работать над сериалом, хотя и с перерывами.
Во время работы в MGM Спенс также снял два пародийных фильма с живыми актёрами: «Крысы в гетрах» в 1941 году и «Суровые рейнджеры» в 1942 году. В обоих фильмах снимались разные сотрудники студии в то время, такие как Билл Литтлджон, Пит Бернесс, Майкл Ла, Рэй Паттерсон, Джек Зандер и Эд Бардж и другие.
Ирвен Спенс ненадолго покинул студию в середине 40-х, чтобы поработать в John Sutherland Productions вместе с Рэем Паттерсоном, но позже вернулся в 47-м. Он снова ушел из MGM в августе 1956 года в Animation, Inc., коммерческую производственную студию, прежде чем присоединиться к своим бывшим боссам в Hanna-Barbera через семь лет. Он создал мультипликацию для многих мультсериалов, включая Jonny Quest (1964), Frankenstein Jr. и The Impossibles (1966), а также The Pebbles и Bamm-Bamm Show (1971).
Помимо работы для Hanna-Barbera, Спенс также работал для Чака Джонса, Horton Hears a Who! 1970 года, DePatie-Freleng Enterprises (Roland and Ratfink , The Ant and the Aardvark ) и для Ральфа Бакши (Heavy Traffic , Coonskin , Wizards и мультипликационная версия 1978 года The Lord of the Rings ). Последняя работа Ирвена Спенса в области мультипликаций над фильмом Том и Джерри: Фильм (1992). Ирвен Спенс также провел семинар для художник-мультипликаторов под эгидой Motion Picture Screen Cartoonists Local. В 1986 году он получил премию Уинзора Маккея от Международного общества мультипликационного кино, за его пожизненный вклад в области мультипликаций.

## Личная жизнь
Спенс женился на Элис Амелии Хоссфельд по обряду Мормонов 15 января 1931 года. В то время он управлял заправкой Standard Oil в Комптоне, Калифорния. У них была одна дочь Дарлин Соррет родилась в 1933 году, умерла в 1979 году. Элис умерла в 1984 году, и Спенс снова женился.

## Смерть
Ирвен Спенс умер от сердечного приступа 21 сентября 1995 года в Далласе, штат Техас.